# ۱۳۹ (پیش از میلاد)
۱۳۹ (پیش از میلاد) ۱۳۹مین سال قبل از تقویم میلادی است.